# Résolution 2510 du Conseil de sécurité des Nations unies
Membres permanents
- Chine
- États-Unis
- France
- Royaume-Uni
- Russie

Membres non permanents
- Afrique du Sud
- Allemagne
- Belgique
- Estonie
- Indonésie
- Niger
- République dominicaine
- Saint-Vincent-et-les-Grenadines
- Tunisie
- Vietnam

Résolution no 2509 Résolution no 2511
La résolution 2510 du Conseil de sécurité des Nations unies a été adoptée à l'unanimité le 12 février 2020. Elle appelle à un cessez-le-feu national en Libye et à l'application de l'embargo sur les armes en Libye. Selon la résolution, le cessez-le-feu ne s'applique pas aux opérations militaires contre le gouvernement d'accord national et Khalifa Haftar.
La Russie s'est abstenue lors du vote.